# Ding (recipiente)

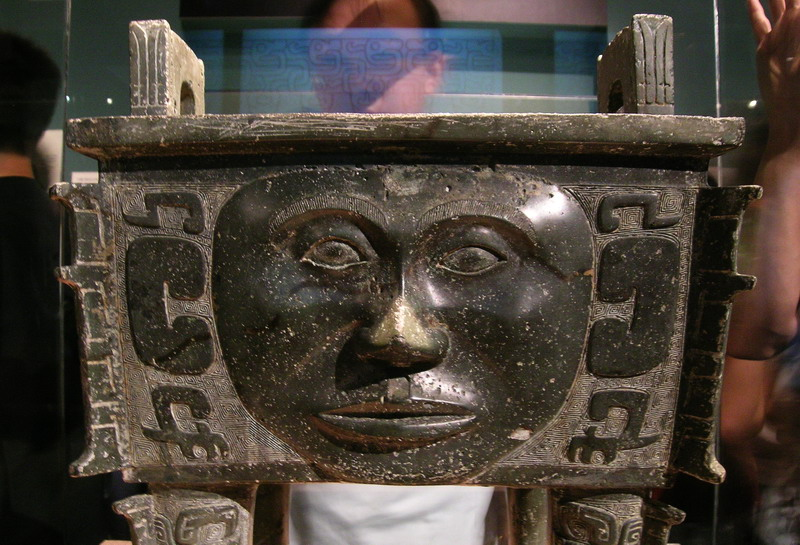
Da He ding; o rosto humano é uma decoração altamente incomum

Ding (em chinês:  鼎, transl. dǐng) são caldeirões chineses pré-históricos e antigos, apoiados sobre pernas, com tampa e duas alças elegantes. Eles são uma das formas mais importantes usadas nos bronzes rituais chineses. Eles eram feitos em dois formatos: vasos redondos com três pernas e retangulares com quatro, estes últimos frequentemente chamados de "ding quadrado" (em chinês:  方鼎, transl. fāng dǐng). Eles eram usados para cozinhar, armazenar e para fazer oferendas rituais aos deuses ou aos ancestrais.
Os primeiros exemplos recuperados são de cerâmica pré- Shang no sítio Erlitou, mas são mais conhecidos da Idade do Bronze chinesa, particularmente depois que os Zhou diminuíram a importância do uso ritual do álcool huangjiu praticado pelos reis Shang. Sob o regime Zhou, o ding e o privilégio de realizar os rituais associados tornaram-se símbolos de autoridade. O número de ding permitidos variava de acordo com a posição de cada um na nobreza chinesa : os Nove Ding dos reis Zhou eram um símbolo de seu governo sobre toda a China, mas foram perdidos pelo primeiro imperador, Shi Huangdi, no final do século III a.C. Posteriormente, a autoridade imperial foi representada pelo Selo da Herança do Reino, esculpido no sagrado Heshibi; ele foi perdido em algum momento durante as Cinco Dinastias, após o colapso da dinastia Tang.

## Função e uso

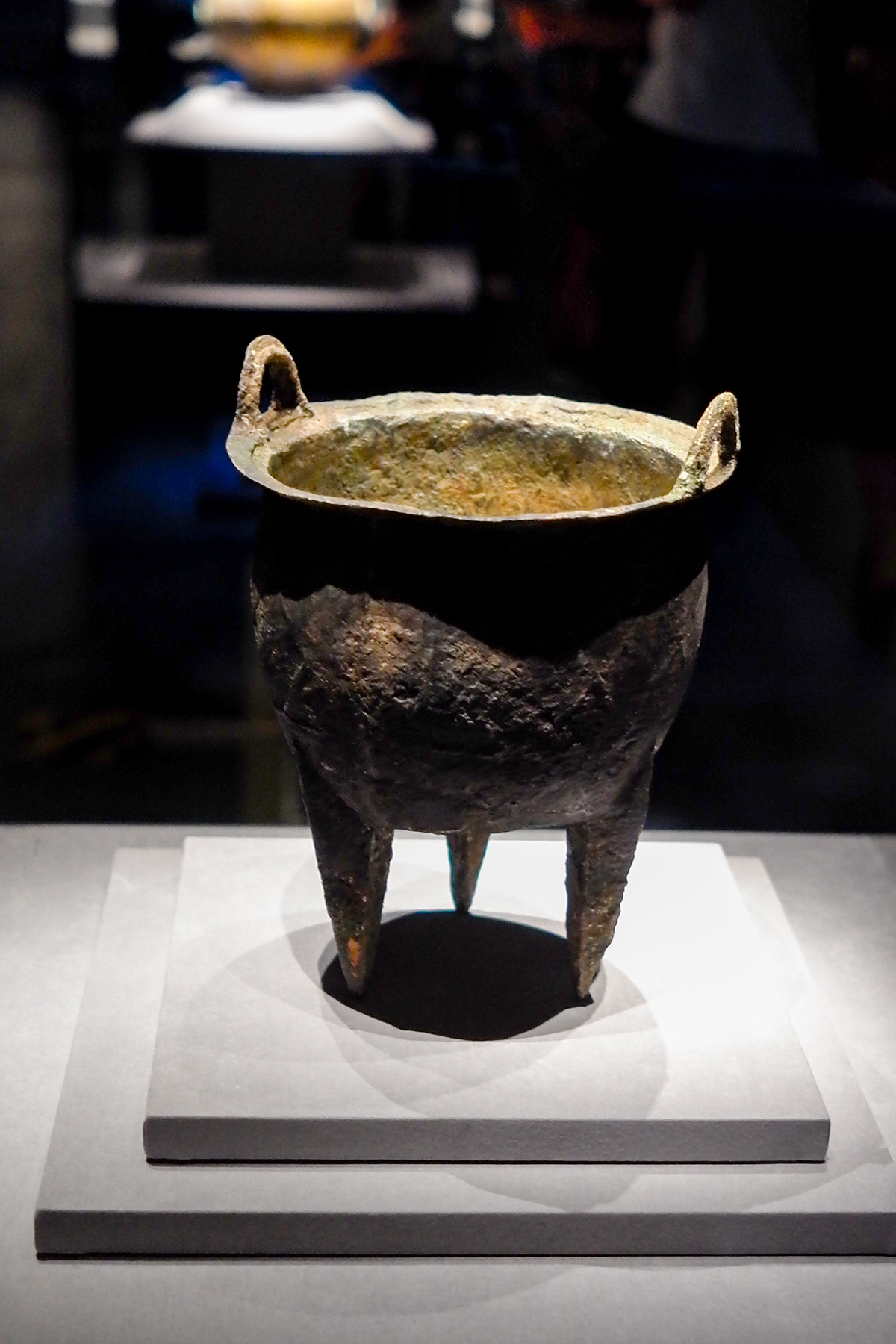
Um antigo ding de bronze da cultura Erlitou (1900–1500 a.C.).

Na história e cultura chinesas, a posse de um ou mais ding antigos é frequentemente associada ao poder e domínio sobre a terra. Portanto, o ding é frequentemente usado como um simbolismo implícito de poder. O termo "indagação do ding" (chinês: 問鼎, pinyin: wèn dǐng) é frequentemente usado de forma intercambiável com a busca pelo poder.
No início da Idade do Bronze na China, o uso de recipientes para vinho e comida servia a um propósito religioso. Embora os ding fossem os recipientes para alimentos mais importantes, os recipientes para vinho eram os bronzes rituais mais proeminentes dessa época, provavelmente devido à crença no xamanismo e na adoração aos espíritos. Os ding eram usados para fazer sacrifícios rituais, tanto humanos quanto animais, aos ancestrais. Eles variavam em tamanho, mas geralmente eram bastante grandes, indicando que animais inteiros provavelmente foram sacrificados. Os sacrifícios tinham como objetivo apaziguar os ancestrais devido à crença Shang de que os espíritos tinham a capacidade de afetar o mundo dos vivos. Se os ancestrais fossem felizes, os vivos seriam abençoados com boa sorte.
Durante o início da dinastia Zhou Ocidental, o povo passou por uma mudança política e cultural. O rei Wu de Zhou acreditava que o povo Shang era bêbado. Ele acreditava que o consumo excessivo de vinho levou seu rei a perder o Mandato do Céu, levando assim à queda da dinastia Shang. Por causa dessa crença, recipientes para alimentos (e ding em particular) substituíram os recipientes para vinho em importância. Os vasos de bronze passaram pelo que foi chamado de "Revolução Ritual". Esta teoria sugere que, devido à mudança na decoração, bem como nos tipos e variações de vasos encontrados nos túmulos, sua função mudou de exclusivamente religiosa para uma mais secular. Em vez de sacrificar comida para apaziguar os ancestrais, os Zhou usavam o ding para mostrar o status do falecido tanto aos vivos quanto aos espíritos. Por exemplo, os imperadores eram enterrados com nove ding, os senhores feudais com sete, os ministros com cinco e os burocratas-académicos com três ou um. Os navios serviram como símbolos de autoridade para a elite durante todo o período dos Estados Combatentes.

## Forma e construção

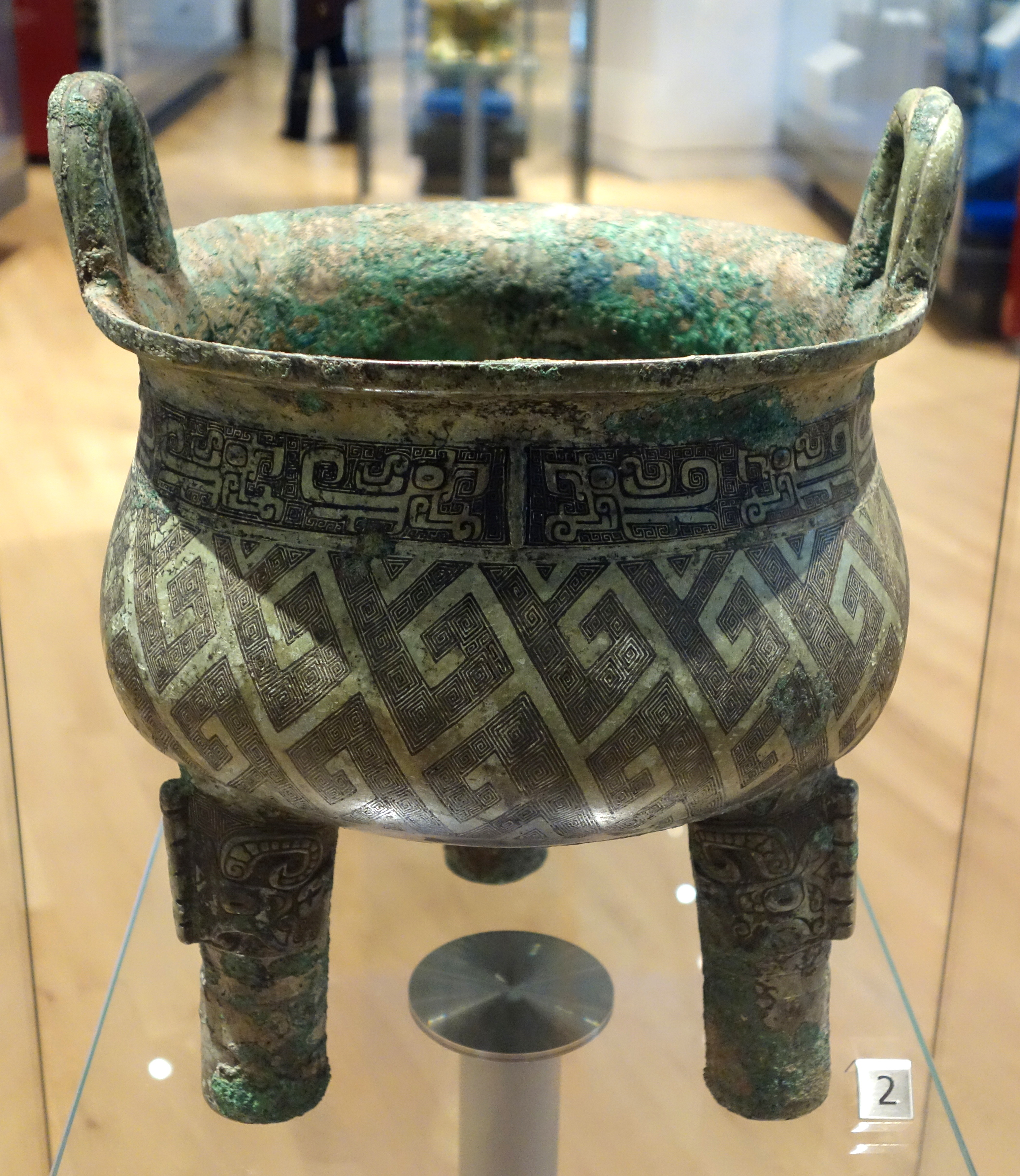
Dinastia Shang, 1300–1046 a.C

Assim como outras formas rituais de bronze, o ding era originalmente um recipiente de cerâmica comum para cozinhar, servir e armazenar, que remonta ao Neolítico chinês, e os ding de cerâmica continuaram a ser usados durante e depois do período em que as versões cerimoniais de bronze foram feitas. Desde a época da dinastia Shang, no segundo milênio a.C., os ding também eram fundidos em bronze como "bronze rituais" de alto status, que eram frequentemente enterrados no túmulo de seus donos para uso na vida após a morte. Este é o período do qual datam os exemplos mais antigos de entalhes de bronze. Inscrições encontradas em dings e zhongs são usadas para estudar a escrita em bronze.

## Teorias sobre construção

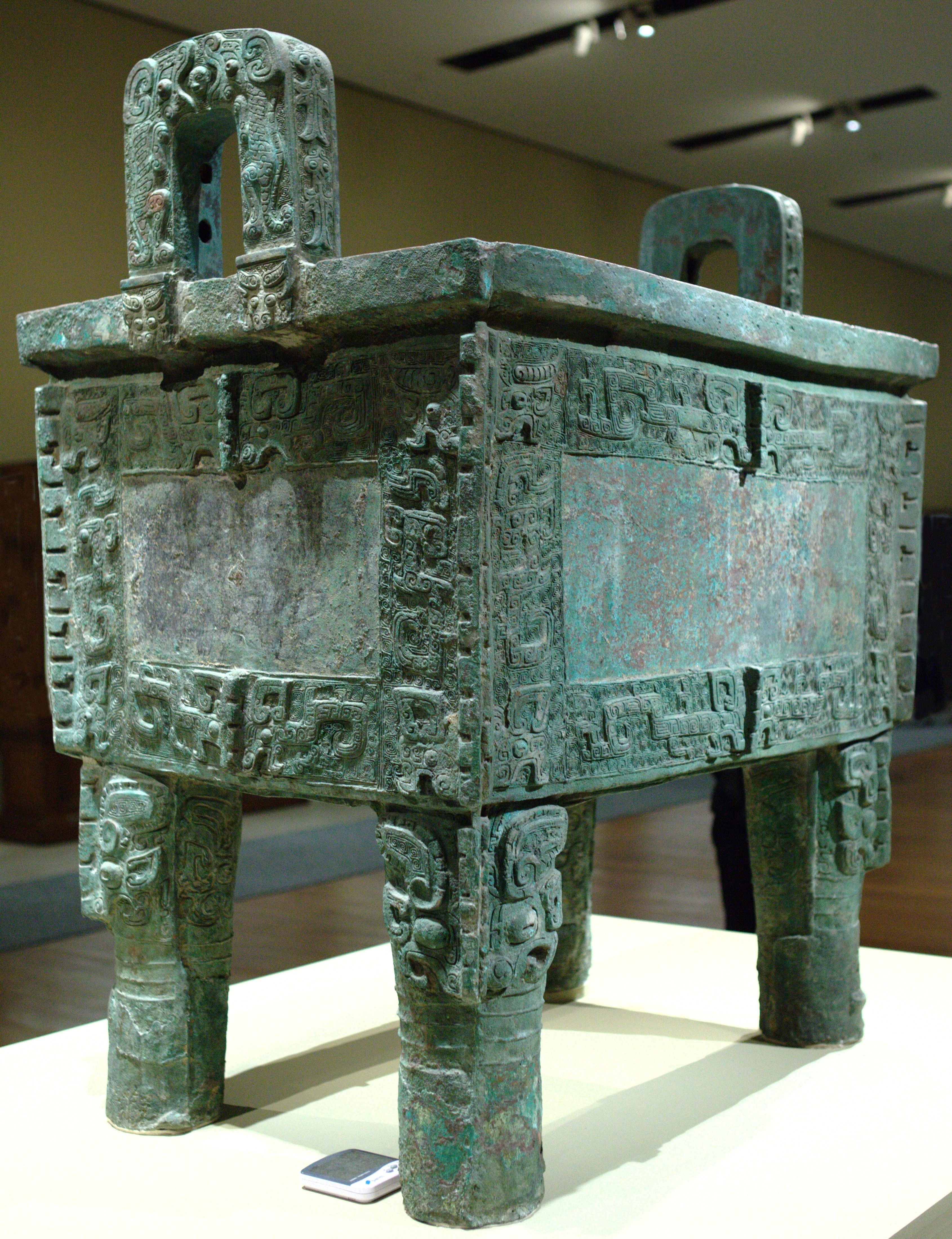
O Houmuwu Ding é a maior peça de bronze encontrada no mundo antigo até agora. Foi feito no final da dinastia Shang em Anyang.

O processo de fundição de vasos de bronze mais comumente acreditado para vasos chineses antigos é o processo de moldagem por peça. Neste processo, um modelo do recipiente acabado, completo com decoração, é feito de argila e deixado para endurecer; em seguida, um negativo deste é feito adicionando uma camada de argila úmida ao modelo concluído e deixado para endurecer até o ponto em que ainda pode ser cortado dele. O modelo seria então raspado para formar o núcleo, que eventualmente se tornaria o interior vazio do recipiente concluído. Na etapa final, a camada negativa era recolocada ao redor do núcleo, e elas eram mantidas separadas por pequenas peças de bronze e cobre, chamadas chapelins, até que o bronze fundido pudesse ser despejado na abertura e preencher o espaço vazio entre as duas camadas. Quando o bronze esfriava, a argila era separada do recipiente e o processo estava completo.
Uma nova variação do processo de moldagem de peças foi proposta como uma forma de explicar faces assimétricas em vasos que, como regra, deveriam ser simétricas. Foi proposto que a decoração não fosse feita em um modelo e depois transferida para a camada externa do molde, mas que a decoração fosse esculpida e construída na camada externa da concha como o primeiro passo. A decoração foi adicionada de diversas maneiras. A primeira consistia simplesmente em esculpir e fazer incisões na camada do molde de argila. A segunda era carimbar ou pressionar uma imagem, inscrição ou desenho na argila úmida. A terceira era uma técnica chamada revestimento de tubos. Nessa técnica, argila líquida e macia seria colocada em uma bolsa de couro e canalizada para uma superfície por meio de algum tipo de tubo muito fino feito de metal ou osso. Essa técnica teria sido bastante intensiva, pois era difícil manter pressão constante na bolsa, o que era necessário para criar linhas uniformes; no entanto, devido a certos tipos de decoração, como padrões de trovão ou pena, essa teria sido a técnica mais provavelmente usada para criar desenhos em baixo-relevo nesse processo.

## Decoração

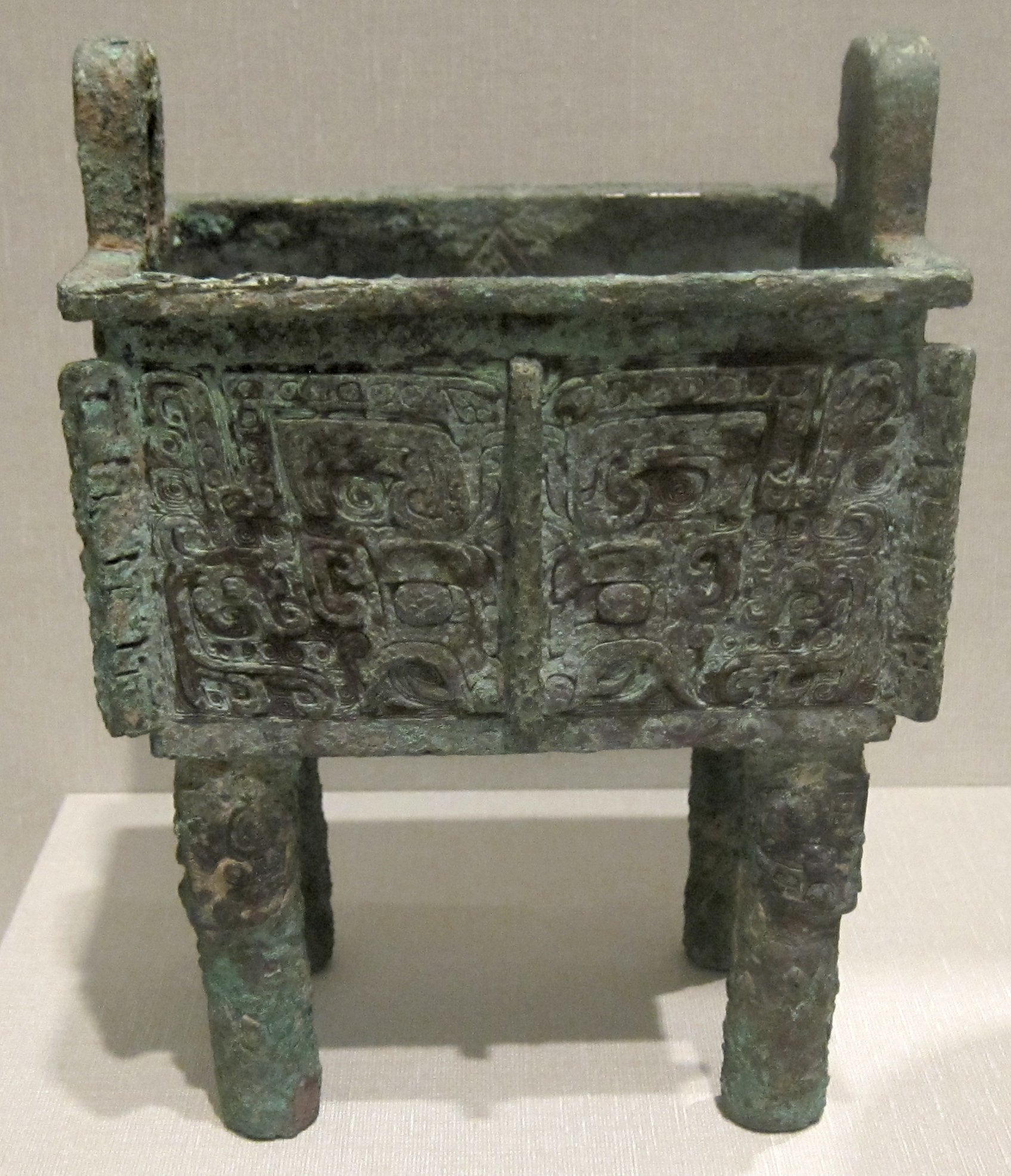
Shang fangding com taotie

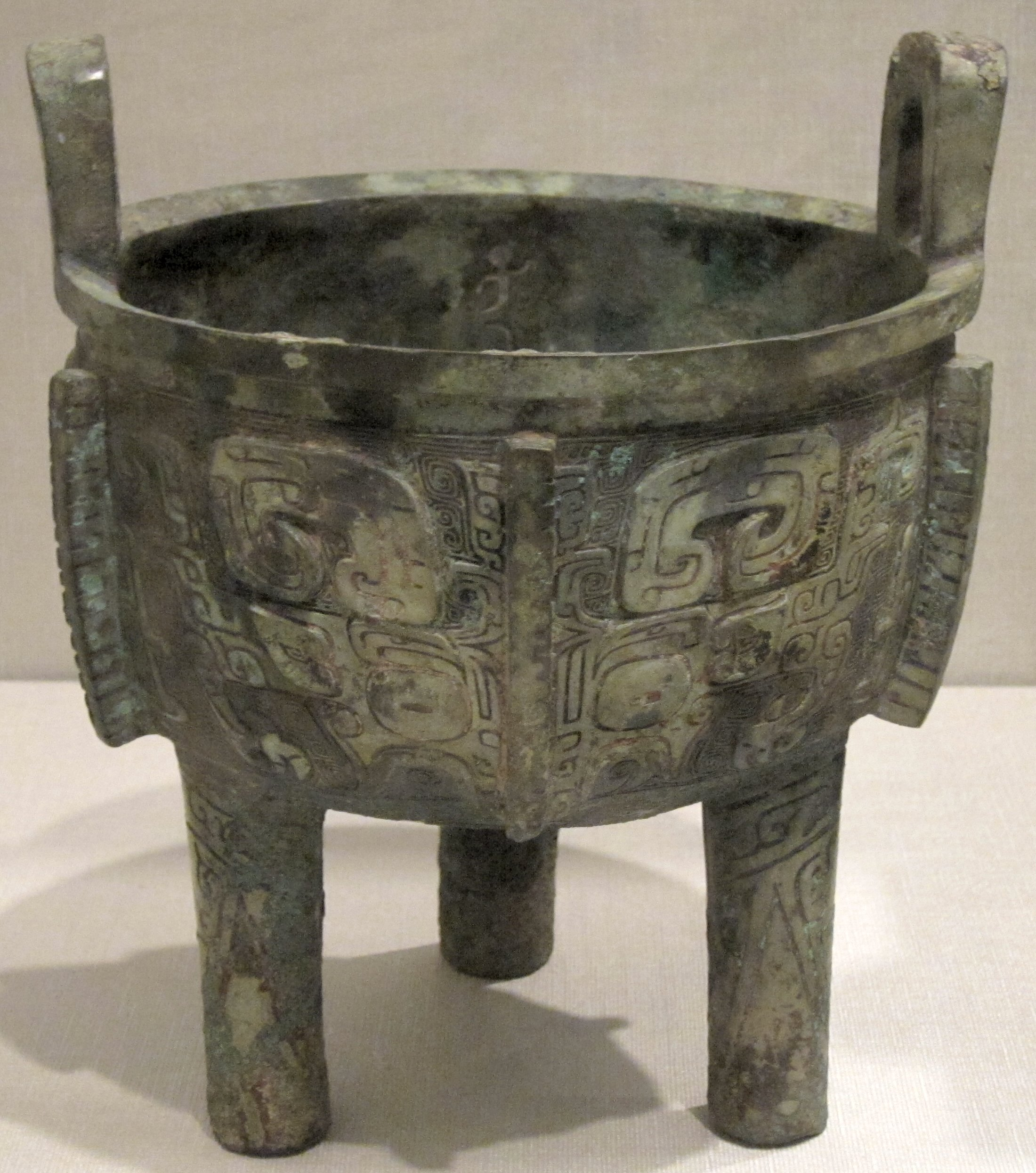
Outro exemplo de Shang ding com taotie

Vários temas comuns na decoração abrangem todos os tipos de formas de vasos, de hu a pan, e de guang a jia. Provavelmente o mais frequente, embora também o mais intrigante e misterioso, a forma de decoração é o motivo dos dois olhos, frequentemente chamado de taotie. Esse motivo pode variar de algo tão simples quanto duas meias esferas salientes em um plano sem características, até rostos altamente detalhados, semelhantes a máscaras, com várias características de animais, como focinhos, presas e chifres. Em vasos ding, essas faces taotie aparecem com mais frequência na parte da tigela ou do caldeirão do corpo, mas também podem aparecer nas pernas dos vasos.
A decoração também tende a ser usada para preencher o fundo da maioria dos vasos, às vezes em todo o corpo do vaso, mas em outros casos apenas uma única faixa de decoração é usada. Nestes fundos, o padrão de redemoinho ou trovão, um desenho em espiral em baixo relevo, é usado para preencher o espaço e criar uma textura na superfície do vaso.
Nos séculos posteriores, figuras de animais tridimensionais e totalmente formadas, como vacas, cabras, pássaros, dragões e leões, foram ocasionalmente incluídas em vasos de bronze. Alguns desses animais eram puramente decorativos, enquanto outros também tinham uma finalidade funcional. Num exemplo, a tampa de um Li Ding tem três leões deitados em posições relaxadas, segurando anéis nas bocas; esses anéis poderiam ter sido usados para levantar a tampa do recipiente quando ele estava quente.
Um último tipo de decoração, usado na maioria dos tipos de vasos, é a inscrição. As inscrições podem ser usadas para identificar o proprietário, a função, podem ser poemas ou até mesmo contar histórias. Em um exemplo, o Shi Wang Ding, a inscrição é usada para contar a história do motivo pelo qual o ding foi criado, bem como fazer um desejo pela linhagem da família que o possuía. O jovem filho do Grande Capitão, Capitão Wang, diz: "O ilustre e augusto pai falecido, Duque Jiu, era maravilhosamente capaz de tornar seu coração condizente e tornar sábia sua virtude, com a qual serviu aos reis passados, e ganhou pureza sem falhas. Wang, pela primeira vez, emulou seu augusto pai falecido, respeitosamente, de manhã e à noite, tirando e trazendo os comandos do rei, sem ousar não seguir adiante ou administrar. Por causa disso, o rei não se esqueceu do descendente do homem sábio, e elogiou muito suas realizações e lhe concedeu beneficência. Wang ousa, em resposta, exaltar a ilustre e fina beneficência do Filho do Céu, fazendo com isso para meu augusto pai falecido, Duque Jiu, este caldeirão de oferendas; que o Capitão Wang, por dez mil anos, tenha os filhos dos filhos e os netos dos netos eternamente para valorizá-lo e usá-lo."

## Desenvolvimento histórico
Um dos muitos tipos de vasos de bronze, o vaso ding teve sua origem em vasos de cerâmica padrão com o formato de um tripé. Um vaso de bronze de Panlongcheng, Huangpi, Hubei, por exemplo, herda sua forma da cerâmica neolítica. Talvez os dings antigos mais famosos fossem os lendários Caldeirões de Nove Tripés. Diz-se que este conjunto de vasos de bronze foi fundido pelo Rei Yu da dinastia Xia quando ele dividiu seu território em Jiuzhou ou Nove Províncias. Mais tarde, a posse de todos os nove foi considerada um sinal de autoridade legítima sobre todos. O paradeiro dos nove ding é atualmente desconhecido, mas diz-se que foram perdidos durante a dinastia imperial Qin (221–206 a.C.), depois de terem sido passados entre várias dinastias reais e Estados feudais.
Os vasos ding foram usados durante as dinastias Shang e Zhou e em períodos posteriores. Vasos redondos com tripé são emblemáticos dos períodos Shang e Zhou Ocidental e Oriental. Os vasos ding de Zhou Ocidental se afastaram da estética Shang em termos de suas pernas de proporções estranhas, as quais foram deliberadamente enfatizadas pela adição de motivos taotie flangeados. Em termos de seu significado ao longo da história, os vasos de bronze assumiram um papel mais político em dinastias posteriores do que no período Shang. As inscrições lançadas nos vasos ding de Zhou Ocidental, por exemplo, comemoram eventos políticos e registam presentes entre monarcas e súbditos. O ding Da Ke registra uma concessão real a Ke de propriedade real, que é vista como evidência da divisão das propriedades de famílias antigas e sua distribuição para novas famílias na transição entre diferentes períodos de tempo.

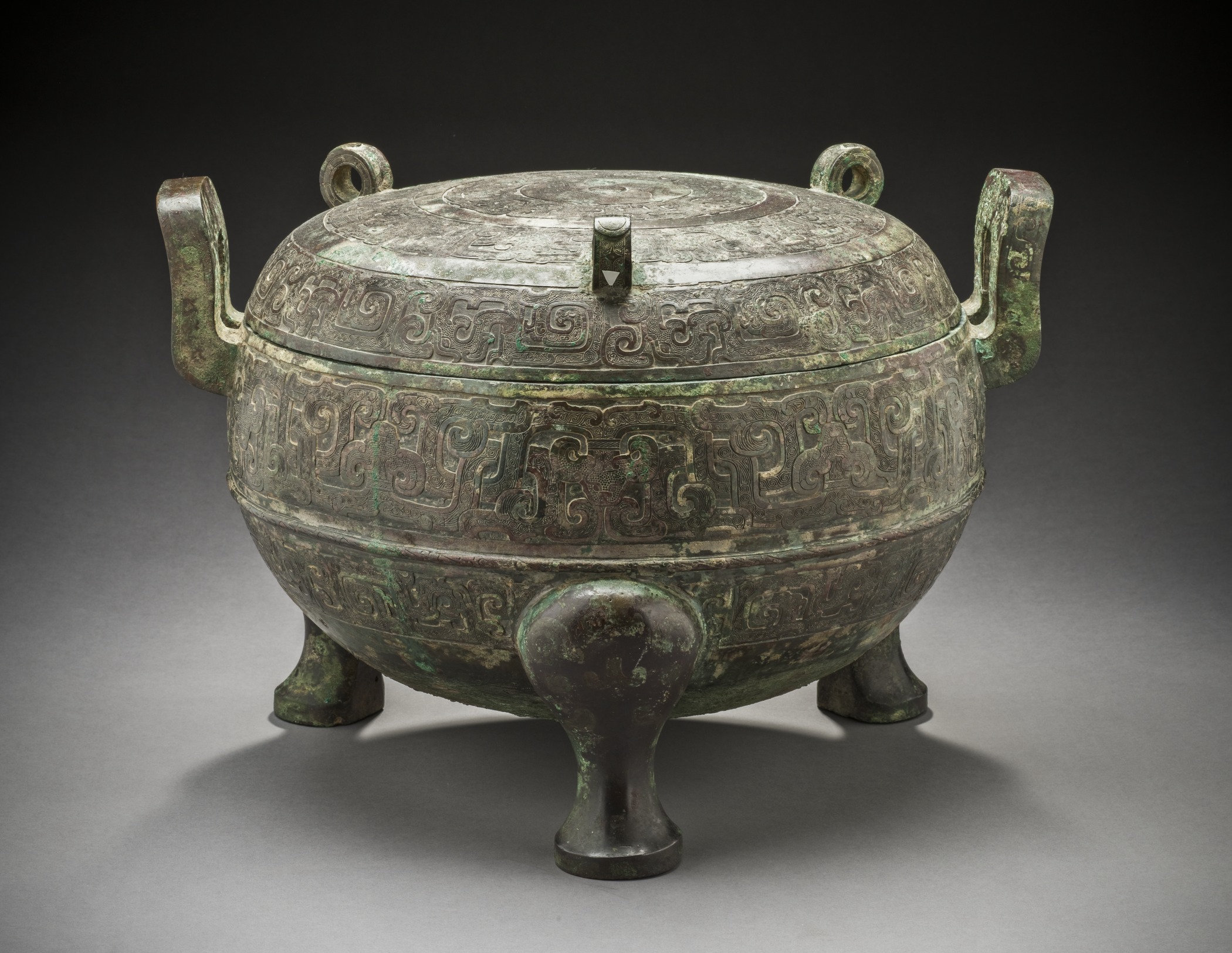
Província de Shanxi, antigo estado de Jin, dinastia Zhou do Oriente Médio, final da primavera e outono ou início do período dos Estados Combatentes, cerca de 500–450 a.C.

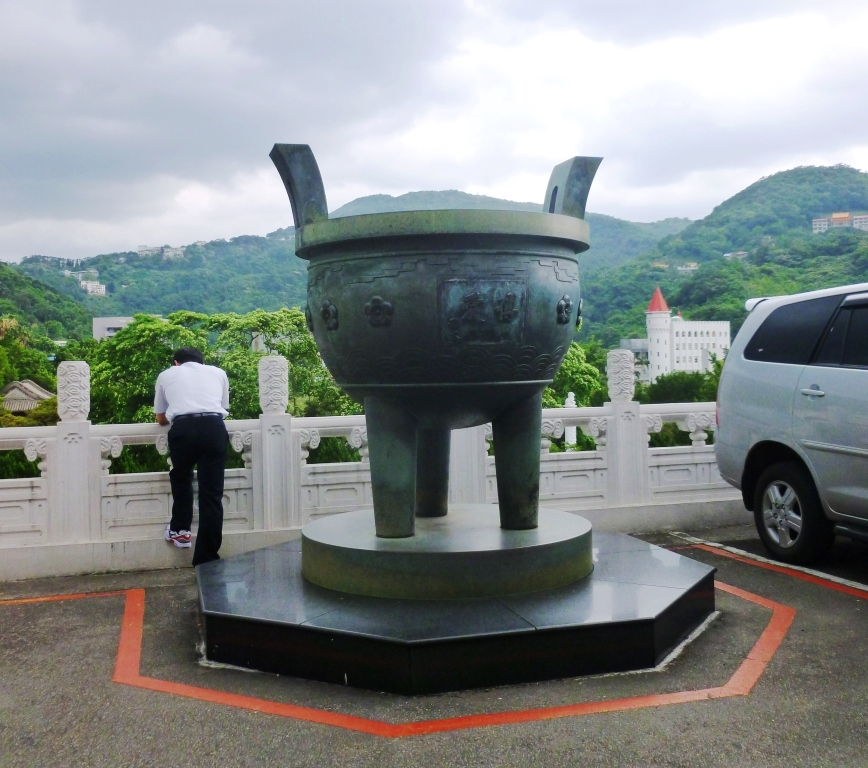
Um ding gigante no estacionamento do Museu Nacional, em Taipei.

No final da dinastia Zhou Ocidental, conjuntos de ding e gui eram usados para indicar a posição; um senhor feudal teria direito a nove ding e seis gui, enquanto funcionários menores tinham direito a um número menor de recipientes. Da mesma forma, os bronzes Zhou tardios eram frequentemente muito grandes, sugerindo uma riqueza correspondente. Os primeiros bronzes de Zhou Oriental descendem diretamente dos de Zhou Ocidental. Em tempos posteriores, no período médio dos Estados Combatentes, o ding de três pernas seria uma das formas de cerâmica mais populares imitando bronzes.
No oeste da China, numa área controlada por Qin, foram produzidos pequenos e rasos recipientes de tripé. Para estes vasos, grupos de vasos de cerâmica e bronze enterrados juntos revelam que os tipos de vasos Zhou ocidentais continuaram a existir em diferentes períodos de tempo. Os túmulos de Baoji e Hu Xian, por exemplo, contêm conjuntos de ding, entre outros, que são rasos e com pernas cabriolé. O papel dos vasos ding no período Zhou continuou, pois os cemitérios Qin continham vasos ding que expressavam hierarquia. Recipientes para alimentos como fu, gui e dui, que eram populares na época Zhou, desapareceram na dinastia Han, durante a qual ding, zhong, hu e fang eram os principais tipos de recipientes usados. No Han Ocidental e Oriental, o ding era uma das formas mais comuns derivadas do bronze na cerâmica. Hoje, a arquitetura do Museu de Xangai foi criada para se assemelhar a um ding de bronze.